# حافظ آبرو
حافظ آبرو (؟ - 833هـ، ؟ - 1429م). هو شهاب الدين عبد اللطيف بن لطف الله الخوافي. كاتب قديم في مجال علم الجغرافيا.

## مكان ولادته
وُلد في هراة الخراسانية. وهي من المدن الكبيرة في أفغانستان.

## مؤلفاته
يعزى إلى حافظ آبرو وضع مصنف في الجغرافيا، تحدث هذا المصنف عن شكل الأرض والأقاليم والبحار والبحيرات والأنهار والجبال، وتناول الأقطار المختلفة من الغرب إلى الشرق بادئاً بالمغرب الأقصى ومنتهياً بكرمان بإيران، ويُعتقد بأن هذا الكتاب الجغرافي لم يكتمل لانشغال حافظ آبرو بمصنفات أخرى. وقد لوحظ في بعض مخطوطات الكتاب وجود خرائط، منها خريطتان للعالم مستديرتان وخريطتان أخرى ان لبعض الأقاليم، وقد تميزت خريطتا العالم في هذا الكتاب بوجود شبكة لخطوط الطول والعرض بطريقة بدائية ويُعتقد بأن خطوط الطول والعرض في هذا الكتاب قد أضيفت فيما بعد وأنها ليست من عمل حافظ آبرو.